# جاراتانا
جاراتانا (بالإيطالية: Giarratana)‏ هي بلدية في مقاطعة راغوزا في صقلية الإيطالية.

## السكان
في سنة 1861 بلغ عدد السكان 2٬587 نسمة، وتطور العدد ليصل في سنة 2011 لـ 3٬143 نسمة.
يظهر هذا المخطط البياني تطور النمو السكاني لـ جاراتانا